# Deep Blue (George Harrison)
Deep Blue è un brano musicale di George Harrison pubblicato nel 1971, come B-side del singolo di beneficenza Bangla Desh.

## Il brano
Harrison scrisse la canzone nel 1970, nel mezzo delle sessioni di registrazione per l'album All Things Must Pass, e la registrò a Los Angeles l'anno successivo mentre organizzava il "Concert for Bangladesh". La composizione si ispira al deterioramento delle condizioni di salute della madre di Harrison, Louise, prima che ella soccombesse al cancro il 7 luglio 1970, e al sentimento d'impotenza dello stesso Harrison quando visitò la madre in ospedale nel nord dell'Inghilterra.
A seguito della collaborazione di Harrison con il chitarrista statunitense David Bromberg, Deep Blue possiede una strumentazione in stile folk-blues. Il pezzo include una delle prime prove di Harrison al dobro. Pubblicata su singolo come lato B di Bangla Desh, la canzone raggiunse la posizione numero 23 nella classifica Billboard Hot 100 negli Stati Uniti.
Essendo un singolo non estratto da album, Deep Blue rimase ufficialmente di difficile reperimento per circa 35 anni, fino a quando nel settembre 2006 venne finalmente inserita come bonus track nella ristampa in formato compact disc dell'album Living in the Material World.

## Pubblicazione
La Apple Records pubblicò il singolo Bangla Desh / Deep Blue il 28 luglio 1971 negli Stati Uniti d'America (n. cat. Apple 1836) e il 30 luglio in Gran Bretagna (R 5912).
Anche se era una B-side, la traccia si guadagnò una sua certa popolarità all'epoca della pubblicazione come brano a sé stante. Nel suo articolo del 1987 su Harrison apparso nella rivista Musician, il giornalista musicale Timothy White descrisse Deep Blue come una canzone che era stata "una favorita per anni nei jukebox dei bar negli Stati Uniti". L'11 settembre, quando il singolo raggiunse la sua massima posizione in classifica nella statunitense Billboard Hot 100, al numero 23, molti disc jockey avevano scelto di programmare Deep Blue al posto di Bangla Desh e l'entrata in classifica fu vista come un singolo doppio lato A. In una classifica compilata dal Poland's Music Clubs' Co-Ordination Council, Deep Blue fu indicata al numero 1 nel dicembre 1971, proprio sopra Bangla Desh.
Deep Blue impressionò favorevolmente anche il notoriamente anti-Harrison critico del Village Voice Robert Christgau, che considerava la canzone al pari di Here Comes the Sun e My Sweet Lord, seppur notando il suo status di traccia "sepolta" su un lato B.

## Formazione
- George Harrison – voce, chitarra acustica, dobro
- Klaus Voorman – basso
- Jim Keltner – batteria